# Internet Background Noise
 (avril 2021).
Le bruit de fond d'Internet (ou Internet Background Noise, IBN, connu aussi comme Internet Background Radiation) représente des paquets de données qui sont adressés sur Internet à des adresses IP ou des ports sur lesquels il n'y a pas d'équipement réseau configuré pour les recevoir. Ces paquets contiennent souvent des publicités non sollicitées ou des messages de contrôle du réseau, ou sont le résultat de scans de ports ou de l'activité de vers informatiques.
En particulier, le ver Conficker est responsable d'une grosse quantité de bruit de fond généré par des malwares à la recherche de nouvelles victimes. En plus des activités malicieuses, des équipements mal configurés et des fuites depuis des réseaux privés sont aussi la source de bruit de fond. Par exemple, certains modems DSL contenaient une adresse IP codée « en dur » pour obtenir l'heure exacte.
En novembre 2010, on estimait que 5,5 gigabits de bruit de fond étaient générés toutes les secondes. Il est d'ailleurs également estimé qu'un modem particulier perd environ 20bits par seconde de débit à cause du trafic non sollicité. Au cours des dix dernières années, la quantité de bruit de fond sur un bloc d'adresses IPv4, contenant plus de 17 millions d'adresses, a augmenté de 1 à 50Mbit/s. Le protocole IPv6, plus récent, qui a un espace d'adressage plus important, rendra le scan de ports par des virus plus difficile et limitera, de fait, l'impact des équipements mal configurés.
Le bruit de fond d'Internet a aussi été utilisé pour détecter des changements importants dans le trafic et la connectivité à Internet, notamment durant les troubles politiques de 2011 en Libye.
Backscatter est un terme utilisé par Vern Paxson pour décrire le bruit de fond d'Internet résultant d'une attaque par DDoS utilisant plusieurs adresses usurpées. Le bruit backscatté est utilisé par les observateurs du réseau pour observer indirectement de grandes attaques en temps réel.